# Phosphonate de diméthyle
Pour les articles homonymes, voir DMP.
Le phosphonate de diméthyle (ou diméthylphosphonate, DMP, de l'anglais dimethyl phosphonate) est l'ester diméthylique de l'acide phosphoreux.
Il est utilisé principalement comme intermédiaire en synthèse organique pour la production de retardeurs de flamme, de pesticides, de produits pharmaceutiques, de composés utilisés dans le traitement de l'eau (inhibiteur de corrosion) et des composés pour le traitement des textiles.

## Production et synthèse
Il est synthétisé par réaction entre le trichlorure de phosphore et du méthanol.
PCl3 + 3 CH3OH → (CH3O)2P(O)H + CH3Cl + 2 HCl
Une autre voie de synthèse utilise du méthanolate de sodium à la place du méthanol. La réaction est exothermique et la purification se fait par distillation.

## Réactivité
Le phosphonate de diméthyle s'hydrolyse pour former du méthanol et du phosphonate de méthyle. La réaction est favorisée en milieu basique.